# Johnson Kubisa
Johnson Kubisa (23 april 1972) is een Botswaans atleet, die is gespecialiseerd in de 400 m. Hij nam driemaal deel aan de Olympische Spelen, maar behaalde hierbij geen medailles.

## Biografie
In 1996 nam Kubisa een eerste keer deel aan de Olympische Spelen. Met zijn landgenoten Aggripa Matshameko, Keteng Baloseng en Rampa Mosveu werd hij in de eerste ronde van de 4 x 400 m estafette uitgeschakeld.
Vier jaar later, op de Olympische Spelen in Sydney, liep Kubisa ook de individuele 400 m. Met een tijd van 46,97 s geraakte hij echter niet door de reeksen. Op de 4 x 400 m werd het Botswaans viertal uitgeschakeld in de halve finale.
In 2004 maakte Kubisa ten derden male deel uit van het Botswaans viertal voor de 4 x 400 m estafette op de Olympische Spelen. Het estafetteteam kwalificeerde zich deze keer wél voor de finale. Hierin eindigden California Molefe, Kagiso Kilego, Gaolesiela Salang en Kubisa op de achtste plaats.

## Titels
- Afrikaans kampioen 4 x 400 m - 2003

## Persoonlijk record
Outdoor
| Onderdeel | Prestatie | Datum         | Plaats   |
| --------- | --------- | ------------- | -------- |
| 400 m     | 45,95     | 31 maart 2003 | Gaborone |

## Palmares

### 4 x 400 m
- 2003:  Afrikaanse Spelen – 3.02,24
- 2004: 8e OS – 3.02,49